# Akvakultura
Akvakultura predstavlja uzgajanje vodenih organizama (biljaka i životinja) u slatkim, brakičnim i morskim vodama, uz neki oblik intervencije od strane čoveka. Pojam akvakulture često se poistovećuje sa marikulturom, iako je marikultura jedan od njenih oblika.

## Istorija i razvoj
Čovek je zavisio od lova još od davnina. Uzgajanja velikih obima su relativno skoro razvijena, dok su manja postojala još u antička vremena kad su nastala kao evolucija domestikacije i odigrala su bitnu ulogu u promeni sa nomadskog načina života.
Prvim pisanim dokazom o postojanju akvakulture smatra se knjiga "The Classic of Fish Culture", čiji je autor kineski političar Fan Lee. Počeci akvakulture vezuju se za Aziju, pre svega Kinu, Indiju, a nešto kasnije i Centralnu Evropu gde je uzgajana riba u početku bila dostupna bogatašima i sveštenstvu, a tek naknadno i srednjoj klasi. Najranija uzgajanja u brakičnim vodama povezuju se sa Indonezijom.
Prva intenzivnije uzgajana riba bio je šaran(Cyprinus carpio) koji se do danas održao kao jedna od najčešće uzgajanih vrsta.
Od 618-906. godine u Kini je bilo zabranjeno uzgajanje i prodaja šarana zato što se na kineskom izgovara "li"- kako je glasilo i prezime tadašnjeg vladara iz dinastije Tang. Ova zabrana je dovela do otkrivanja novih vrsta i novih saznanja i unapređenja tehnika.
Alge su počele relativno skoro da se uzgajaju- najizraženije u Japanu, Kini u prehrambene i farmaceutske svrhe.
U Evropi 1725. godine Nemac Jacobi je izvršio veštački mrest oplođenjem lososa i pastrmke. Njegov rad su nastavili i usavršili Remi i Gehin za šta su 1842. dobili državnu nagradu.
Intenzivan razvoj odvijao se u 20. veku i podrazumevao je poboljšanja tehnoloških i naučnih dostignuća.
Danas je u većini zemalja prepoznata važnost akvakulture, ali mnoge zemlje još uvek nisu iskoristile svoj pun potencijal uglavnom iz ekonomskih razloga.
Statistički proračuni, širenje svesti ali i stečenog znanja iz ove oblasti, koja se smatra jednom od brže rastućih, su jako važni za opšti napredak (FAO - Food and Agriculture Organization of the United Nations).

## Namene, benefiti i štetnosti akvakulture
- Uzgajanje je najpre namenjeno potrebama ishrane (alge, meso, ikra, ciste, riblje brašno), ali i reintrodukcije, sportskog ribolova, proizvodnje ukrasnih vrsta i proizvodnje biljaka.

Pored ovih benefita akvakultura može doneti i razne druge dobiti- očuvanje biodiverziteta, poboljšanje socio-ekonomskog statusa države i zapošljavanje većeg broja ljudi. Zbog prepoznavanja važnosti koje akvakultura nosi, mnoge zemlje pružaju različite vidove podške upravo za razvoj ovog sektora. 
- Uzgajanje sa sobom nosi i određene rizike u vidu:

Zagađenja otpadnim vodama, ometanje prirodnih procesa, smanjenje rastvorenog kiseonika, promene sadržaja azota i fosfora, cvetanje, opasnost od ukrštanja gajenih i "divljih" riba gde se na divlje prenose nepoželjne osobine.
Takođe postoji rizik od bolesti i velikih gubitaka.
U svrhu prevencije i suzbijanja opasnosti koriste se različiti mehanizmi i suplementi: Sedimentatori, prečišćivači, filtratori, reciklaže, aeratori,monitorinzi, inspekcije, imunostimulatori, lekovi, a u poslednje vreme sve veća je regulacija zakonima i izdavanjem licenci.

## Podela uzgoja
Vrsta uzgoja zavisi od lokalnih uslova- ekonomskih, tehnoloških i socijalnih momenata.
- Ekstenzivni uzgoj: podrazumeva široka područja, maksimalno korišćenje prirodnih resursa, niska ulaganja i troškove proizvodnje, ali i niske prinose.
- Poluintenzivni uzgoj: smatra se možda i najodrživijim sistemom i dalje se većinski oslanja na prirodna sredstva, ali podrazumeva pojedine intervencije čoveka recimo u vidu dodavanja određenih suplemenata ishrani.
- Intenzivni uzgoj: podrazumeva veliku kontrolu uslova od strane čoveka: selekcija matičnog materijala, ishrana i razni dodaci ishrani, aeracija, prečišćavanja, kontrola temperature, razmnožavanja, đubrenje...ostvaruje se visoka produkcija po jedinici volumena.

Uzgoj se može vršiti u:
- Marikulturi: uzgajanje u slanoj vodi. Mogu ga ugroziti ostale aktivnosti na moru (turizam, luke). Obuhvata uzgoj raznih vrsta riba (neke vrste lososa, list...), mekušaca(dagnje, kamenice...), algi (npr. nori alga).
- Brakičnim vodama: obično na ušćima reka u mora- gde voda nastaje mešanjem slatke i slane vode.
- Slatkim vodama: stajaćim ili tekućim, toplim (šaran-uzgoj šarana(Cyprinus) se još zove i ciprinikultura, som, smuđ, jegulje,...) ili hladnim vodama (npr. pastrmka koja naseljava čiste vode), takođe obuhvata i uzgoj rakova npr. rečnog raka (Astacus astacus) i različitih algi.
- Ribnjacima: mogu se smatrati zasebnom kategorijom (sa sopstvenim dovodom i odvodom vode) koja je pod uticajem čoveka više od ostalih sistema. U Srbiji veći ribnjaci „Ečka”. Архивирано из оригинала 31. 03. 2018. г. i Kapetanski rit.
- Uzgajanje u bazenima, ograđenim delovima vodene površine, kavezima (submerzni ili potopljeni i plutajući).

Još jedna od podela jeste ona na:
- monokulturu- fokus uzgoja je na jednoj vrsti
- polikulturu- uzgoj više vrsta na istom mestu i u istom vremenu, pri čemu se mora voditi računa o odnosima organizama i balansu.

Različitim organizmima odgovaraju različite vrste uzgoja, recimo, primećeno je da se intenzivira proizvodnja šarana u ribnjaku ukoliko se on uzgaja u polikulturi.

## Vrste koje se uzgajaju
Iako se uzgaja preko 300 vrsta, dominantne predstavnike čini svega par vrsta. Prema FAO statistici proizvodnje iz 1997. svega 8 vrsta su zaslužne za proizvodnju više od milion tona (svaka).
Neke od familija i pojedini predstavnici su:
- Ribe: najbrojnije i najraznovrsnije u akvakulturi
  - Salmonidae- pastrmke
  - Cyprinidae- šaran
  - Siluridae- som
  - Scombridae- tune
  - Cichlidae- tilapia
  - Percidae- grgeč
  - Anguillidae- evropska jegulja

- Rakovi
  - Artemidae- unosan posao u nekim zemljama
  - Cladocera-Daphnia- hrana za mnoge ribe
  - Penaeidae- škampi, gambori- velikog ekonomskog značaja
  - Palinuride- jastozi- meso bogato belančevinama, delikates
  - Astacidae- rečni rak- uzgajaju se uglavnom u svrhe repopulacije prirodnih staništa
  - Majidae i različite krabe

- Mekušci
  - Školjke- Ostreidae(ostrige), Pectenidae, Mytilidae(dagnje)
  - Puževi- Haliotide, Strombidae
  - Glavonošci- Octopodidae, Spiidae

- Vodene biljke
  - Zelene alge- Caulerpa
  - Crvene alge- Nori, Porphyra, Gelidium
  - Mrke alge- Laminaria, Undaria spp.

## Faktori sredine
To su faktori od kojih zavisi preživljavanje,rast i razmnožavanje organizama. Mogu se podeliti na biotičke i abiotičke faktore:
- Biotički faktori: međusoban uticaj jedinki istih i različitih vrsta. Organizmi se dele na proizvođače, potrošače i razlagače i svi su neophodni da bi ekosistem funkcionisao. Jedinke mogu ostvarivati različite odnose od kojih su najznačajniji za uzgoj odnosi ishrane i parazitiranja.
- Abiotički faktori: faktori nežive prirode:
  - temperatura - vode i vazduha, jedan od najvažnijih faktora
  - svetlost
  - strujanja
  - pritisak
  - pH- poboljšava se aeracijom, prečišćavanjem
  - salinitet, koncentracije organskih i neorganskih materija, kalcijuma, magnezijuma, soli fosfora i amonijaka (amonijak se nalazi u različitim jonskim oblicima, njegova povećana koncentracija može biti pokazatelj velike razgradnje proteina i ulaska "zagađene" ribe u ribnjak, a kod riba može izazvati nekrozu epitela, škrga, a ostvaruje i dejstvo na CNS) i kiseonika (što je viša temperatur manje je rastvorenog kiseonika u vodi) i ostalo.

## Ishrana
Osnovnu hranu čine različite belančevine- oko 45%, šećeri i masti-oko 10%. Pored osnovne hrane, značajni su i specifični dodaci i fiziološki aktivni suplementi- vitamini A, D, E, B, imunostimulatori, stimulatori rasta i antioksidansi. U hranu se ponekad po potrebi mogu dodavati lekovi, ali to i nije najefikasnija metoda lečenja jer se ne može tačno pratiti. Masa hrane koja se konkretno ribama daje iznosi od 1-4% mase njhovog tela. 
Važno je istaći da se razlikuje ishrana ne samo različitih vrsta, već i istih vrsta u različitom uzrastu. Recimo kod riba, u početnim stadijumima, jako važnu hranu predstavlja žumance, a pred zimu u hrani treba biti dosta šećera kako bi organizmi stvorili zalihe masti.
Proizvodnja ribe i školjki se smatra jednim od najuspešnijih načina proizvodnje animalnih proteina jer im je težinski prirast veći nego kod nekih drugih gajenih životinja. Razlog leži u tome što ribe i školjke koriste visok nivo proteina koje su unele ishranom za razliku od recimo svinje i govečeta koji gube oko polovine unetih proteina deaminacijom.

## Bolesti i izazivači
Bolesti mogu biti izazvane različitim faktorima kako biotičkim tako i abiotičkim.
Od abiotičkih pre svega nepravilnom ishranom i gajenjem između ostalog mogu nastati hipovitaminoze, avitaminoze, asfiksije i različite povrede. 
Ipak su bolesti koje se češće javljaju izazvane drugim organizmima. Neke od njih su:
- Parazitske infekcije: 
  - Ihtioftiroza- izazivač pripada trepljarima. Ovo je jedna od najčešćih bolesti slatkovodne ribe sa visokim stepenom mortaliteta
  - Trihodinoza- paraziti iz roda Trichodina i Trichodinella
  - Apizomoza- uzročnik Apiosoma piscicola, invazivna bolest
  - Kokcidioza
  - Daktilogiroza- često oboljenje slatkovodnih organizama , uzročnik metilj
  - Arguloza i ergasiloza- uzročnici pripadaju grupi rakova

- Virusne infekcije:
  - Virusna nekroza pankreasa (ZNG)
  - Boginje
  - Herpesi
  - Spavajuća bolest
- Bakterijske infekcije:
  - Mikobakterioza
  - Furunkuloza- Aeromonas salmonicida
  - Eritrodermatitis šarana

- Gljivične infekcije:
  - Saprolegnioza

- Zoonoze:
  - Najpoznatiji izazivač je Mycobacterium fortuitum, pored njega i neki rodovi bakterija Aeromonas, Pseudomonas, Vibrio
  - Anisakijaza- dosta pominjana naročito u poslednje dve decenije zbog porasta širom sveta. Izazivač je Anisaxis simplex (pripadnik Nematoda), kojim se čovek može zaraziti ukoliko termički nedovoljno obradi hranu.

Radi se pre svega na prevenciji (čišćenje, dodavanje suplemenata, imunostimulatora, u skorije vreme se usavršavaju i vakcine), a ukoliko dođe do oboljenja i na lečenju i primenjivanju različitih zaštitnih mera.

## Literatura
- Aquaculture Principles and Practices- second edition T.V.R. Pillay & M.N.Kutty (2005. Blackwell Publishing)
- Bolesti slatkovodnih riba- Dr Nikolina Novakov, Dr Vladimir Radosavljević, Dr Miroslav Ćirković, Poljoprivredni fakultet, Novi Sad (2015)
- Corpron, K.E.; Armstrong, D.A. (1983). „Removal of nitrogen by an aquatic plant, Elodea densa, in recirculating Macrobrachium culture systems”. Aquaculture. 32 (3–4): 347—360. Bibcode:1983Aquac..32..347C. doi:10.1016/0044-8486(83)90232-6.
- Duarte, Carlos M; Marbá, Nùria and Holmer, Marianne Duarte, C. M.; Marbá, N.; Holmer, M. (2007). „Rapid Domestication of Marine Species.”. Science. 316 (5823): 382—383. PMID 17446380. doi:10.1126/science.1138042. podcast
- Ferreira, J. G.; Hawkins, A.J.S.; Bricker, S.B. (2007). „Management of productivity, environmental effects and profitability of shellfish aquaculture – The Farm Aquaculture Resource Management (FARM) model” (PDF). Aquaculture. 264 (1–4): 160—174. Bibcode:2007Aquac.264..160F. doi:10.1016/j.aquaculture.2006.12.017.
- GESAMP  Assessment and communication of environmental risks in coastal aquaculture. Food and Agriculture Organization of the United Nations. 2008. ISBN 978-92-5-105947-0. FAO Reports and Studies No 76.
- Hepburn, J. (2002), Taking Aquaculture Seriously. Organic Farming, Winter 2002 © Soil Association.
- „Kinsey, Darin, 2006 "'Seeding the water as the earth' : epicentre and peripheries of a global aquacultural revolution. Environmental History 11, 3: 527-66”. Архивирано из оригинала 10. 02. 2007. г.
- Naylor, R.L.; Williams, S.L.; Strong, D.R. (2001). „Aquaculture – A Gateway For Exotic Species”. Science. 294 (5547): 1655—6. PMID 11721035. doi:10.1126/science.1064875.
- „The Scottish Association for Marine Science and Napier University. 2002. Review and synthesis of the environmental impacts of aquaculture”. Архивирано из оригинала 13. 05. 2007. г.
- Higginbotham James. Piscinae: Artificial Fishponds in Roman Italy. University of North Carolina Press.. (June 1997)
- Wyban, Carol Araki (1992). Tide and Current: Fishponds of Hawai'I. ISBN 978-0-8248-1396-3. University of Hawaii Press::.
- Timmons, M.B., Ebeling, J.M., Wheaton, F.W., Summerfelt, S.T., Vinci, B.J., 2002. Recirculating Aquaculture Systems: 2nd edition. Cayuga Aqua Ventures.
- Piedrahita, R.H. (2003). „Reducing the potential environmental impacts of tank aquaculture effluents through intensification and recirculation”. Aquaculture. 226 (1–4): 35—44. Bibcode:2003Aquac.226...35P. doi:10.1016/s0044-8486(03)00465-4.
- Klas, S.; Mozes, N.; Lahav, O. (2006). „Development of a single-sludge denitrification method for nitrate removal from RAS effluents: Lab-scale results vs. model prediction”. Aquaculture. 259 (1–4): 342—353. Bibcode:2006Aquac.259..342K. doi:10.1016/j.aquaculture.2006.05.049.
- William McClarney (2013). Freshwater Aquaculture. Echo Point Books & Media, LLC. ISBN 978-1-62654-990-6.
- AquaLingua. Landsbruksforlaget. 2001. ISBN 978-82-529-2389-6.
- MacKay, Kenneth Tod (1995). Rice–Fish Culture in China. ISBN 978-0-88936-776-0. OCLC 35883297. Архивирано из оригинала 17. 09. 2008. г.
- Stickney, Robert R. (2009). Aquaculture: An Introductory Text. ISBN 978-1-84593-589-4.|year=2009|publisher=CABI|isbn=978-1-84593-589-4
- Nash, Colin (23. 11. 2010). The History of Aquaculture. John Wiley & Sons. ISBN 978-0-470-95886-5.
- Wilkey, Ryan; Myers, Mackenzie; Rintoul, Lyla; Michelle; Spina (1. 06. 2011). „Fiji Aquaculture/Rice Farming Analysis”. Digital Commons at Cal Poly. Непознати параметар |DUPLICATE_author4= игнорисан (помоћ)
- Ottinger, M.; Clauss, K.; Kuenzer, C. (2016). „Aquaculture: Relevance, Distribution, Impacts and Spatial Assessments – A Review”. Ocean & Coastal Management. 119: 244—266. Bibcode:2016OCM...119..244O. doi:10.1016/j.ocecoaman.2015.10.015.
- Ottinger, M.; Clauss, K.; Kuenzer, C. (2017). „Large-Scale Assessment of Coastal Aquaculture Ponds with Sentinel-1 Time Series Data”. Remote Sensing. 9 (5): 440. Bibcode:2017RemS....9..440O. doi:10.3390/rs9050440 .

## Spoljašnje veze
- FAO
- „Ečka”. Архивирано из оригинала 31. 03. 2018. г.
- Kapetanski rit
- „Aquaculture Factsheet”. Waitt Institute. Архивирано из оригинала 17. 06. 2015. г. Приступљено 08. 06. 2015.
- Aquaculture на веб-сајту  (језик: енглески)
- Aquaculture science на веб-сајту  (језик: енглески)
- The Coastal Resources Center
- „NOAA aquaculture”. Архивирано из оригинала 15. 10. 2011. г.
- The University of Hawaii's AquacultureHub
- TED-Ed lesson on aquaculture